# 白别廖兹卡
白别廖兹卡（羅馬化：Belaya Beryozka）是俄罗斯布良斯克州的市级镇，属特鲁布切夫斯克区，位于第聂伯河流域内杰斯纳河左岸，在区首府特鲁布切夫斯克市西南方。
该地2021年人口有5,526人；2010年人口6,283；2002年人口7,154；1989年人口7,778。